# Мыхтёкян
Хребет Мыхтёкян (азерб. Mıxtökən silsiləsi) — горный хребет на Малом Кавказе, расположенный в Азербайджане.

## География
Хребет Мыхтёкян расположен между Карабахским нагорьем и Карабахским хребтом. Хребет является водоразделом бассейнов рек Тертер и Акера. Высочайшая точка — гора Делидаг (3616 м).
Хребет сложен из вулканогенно-осадочных пород мелового и палеогенного периодов. Распространены луга с кустарниками и редколесьем, широколиственные горные леса (дуб, бук, граб) и субальпийские и альпийские луга. На хребте имеются летние пастбища.